# パトリツィア (小惑星)
パトリツィア (436 Patricia) は小惑星帯の外縁部に位置する小惑星。1898年9月13日、マックス・ヴォルフとアルノルト・シュヴァスマンがハイデルベルクで発見した。
名前の由来はわかっていないが、ドイツ語と思われる。